# Arbis
Arbis est une ancienne commune, située dans le département de la Gironde, en région Nouvelle-Aquitaine, dans le Sud-Ouest de la France. Le 1er janvier 2019, elle fusionne avec Cantois pour constituer la commune nouvelle de Porte-de-Benauge.

## Géographie

### Localisation
Cette commune rurale de l'Entre-deux-Mers, partie du grand vignoble de l'Entre-Deux-Mers, se trouve à 39 km au sud-est de Bordeaux, chef-lieu du département, à 18 km au nord de Langon, chef-lieu d'arrondissement et à 7,5 km au sud-sud-est de Targon, ancien chef-lieu de canton.
| - OpenStreetMap Limite communale |

|            | Ladaux | Cantois (Porte-de-Benauge) |
| Escoussans | Arbis  | Saint-Pierre-de-Bat        |
| Laroque    | Donzac | Mourens                    |

## Urbanisme

### Voies de communications et transports
Les principales voies de communication routière traversant le village, sont la route départementale D 19 qui mène vers le nord à Cantois et au-delà à Branne et vers l'ouest à Saint-Pierre-de-Bat puis au-delà à Saint-Macaire, la route départementale D 139 qui mène vers l'ouest vers Escoussans et à la route départementale D 11 qui permet de rejoindre Targon vers le nord et Cadillac vers le sud et la route départementale D 231 qui commence dans le bourg et mène vers le sud-ouest en direction de Laroque et rejoint également la route départementale D 11.
L'accès à l'autoroute A62 (Bordeaux-Toulouse) le plus proche est le no 2 de Podensac qui se situe à 14 km vers le sud-ouest.
L'accès no 1 de Bazas à l'autoroute A65 (Langon-Pau) se situe à 31 km vers le sud.
L'accès le plus proche à l'autoroute A89 (Bordeaux-Lyon) est celui de l'échangeur autoroutier avec la route nationale 89 qui se situe à 30 km vers le nord.
La gare SNCF la plus proche est celle, distante de 11 km par la route vers le sud-ouest, de Cérons sur la ligne Bordeaux-Sète du TER Nouvelle-Aquitaine. Sur la même ligne mais offrant plus d'opportunités de liaisons, la gare de Langon se situe à 17 km par la route vers le sud.

## Toponymie
Le nom de la commune provient du substantif latin arbor qui désigne un « arbre ».
En gascon, la graphie du nom de la commune est identique.

## Histoire
En raison de la position stratégique de la puissante forteresse, la vicomté puis comté de Benauges appartint aux grandes familles de la région.
À la Révolution, la paroisse Saint-Martin d'Arbis forme la commune d'Arbis.
Le 1er janvier 2019, elle fusionne avec Cantois pour constituer la commune nouvelle de Porte-de-Benauge dont la création est actée par un arrêté préfectoral du 28 septembre 2018.

## Politique et administration

### Liste des maires
| Période                                  | Période       | Identité               | Étiquette | Qualité  |
| ---------------------------------------- | ------------- | ---------------------- | --------- | -------- |
| 1790                                     | 1791          | Jacques jeune Grenier  |           |          |
| 1791                                     | 1792          | Jean-Marc aîné Grenier |           |          |
| 1792                                     | 1794          | Bernard Mesplède       |           |          |
| 1794                                     | 1795          | Jean-Zacharie Rateau   |           |          |
| 1800                                     | 1816          | Jean-Zacharie Rateau   |           |          |
| 1816                                     | 1830          | Auguste Baritault (de) |           |          |
| 1830                                     | 1852          | Pierre Domec           |           |          |
| 1852                                     | 1862          | Pierre Chastenet       |           |          |
| 1862                                     | 1870          | Pierre Domec           |           |          |
| 1870                                     | 1871          | Louis Ludovic Anglade  |           |          |
| 1871                                     | 1883          | Pierre Domec           |           |          |
| 1883                                     | 1908          | Jean-Louis Domec       |           |          |
| 1908                                     | 1919          | Jean Maubrac           |           |          |
| 1919                                     | 1922          | Joseph Domec           |           |          |
| 1922                                     | 1926          | Oscar Miaille          |           |          |
| 1926                                     | 1937          | Jean Pujos             |           |          |
| 1937                                     | 1947          | Paul Domec             |           |          |
| 1947                                     | 1977          | Yvonne Domec           |           |          |
| 1977                                     | 1995          | Michel Acker           |           |          |
| 1995                                     | 2007          | Jean-Paul Fabard       |           |          |
| 2007                                     | décembre 2018 | Carole Deladerrière    |           | Employée |
| Les données manquantes sont à compléter. |               |                        |           |          |

## Démographie
Les habitants sont appelés les Arbissois.
L'évolution du nombre d'habitants est connue à travers les recensements de la population effectués dans la commune depuis 1793. Pour les communes de moins de 10 000 habitants, une enquête de recensement portant sur toute la population est réalisée tous les cinq ans, les populations de référence des années intermédiaires étant quant à elles estimées par interpolation ou extrapolation. Pour la commune, le premier recensement exhaustif entrant dans le cadre du nouveau dispositif a été réalisé en 2006.

En 2016, la commune comptait 276 habitants, en évolution de −3,16 % par rapport à 2010 (Gironde : +6,91 %, France hors Mayotte : +2,11 %).
| 1793 | 1800 | 1806 | 1821 | 1831 | 1836 | 1841 | 1846 | 1851 |
| ---- | ---- | ---- | ---- | ---- | ---- | ---- | ---- | ---- |
| 361  | 329  | 349  | 277  | 350  | 342  | 338  | 359  | 330  |

| 1856 | 1861 | 1866 | 1872 | 1876 | 1881 | 1886 | 1891 | 1896 |
| ---- | ---- | ---- | ---- | ---- | ---- | ---- | ---- | ---- |
| 336  | 316  | 325  | 335  | 330  | 355  | 318  | 303  | 310  |

| 1901 | 1906 | 1911 | 1921 | 1926 | 1931 | 1936 | 1946 | 1954 |
| ---- | ---- | ---- | ---- | ---- | ---- | ---- | ---- | ---- |
| 328  | 336  | 324  | 294  | 297  | 281  | 291  | 302  | 273  |

| 1962 | 1968 | 1975 | 1982 | 1990 | 1999 | 2006 | 2011 | 2016 |
| ---- | ---- | ---- | ---- | ---- | ---- | ---- | ---- | ---- |
| 254  | 216  | 214  | 200  | 208  | 243  | 287  | 285  | 276  |

## Culture locale et patrimoine

### Lieux et monuments
- Le château de Benauge, construit aux XIIIe et XIVe siècles et réaménagé aux XVIIe et XVIIIe siècles, est inscrit au titre des monuments historiques depuis 1995[13] ; il fut le fief des vicomtes puis des comtes du même nom.
- Église Saint-Martin datant du XIIe siècle.
- Maison du Moyen Âge.
- Deux moulins à eau.

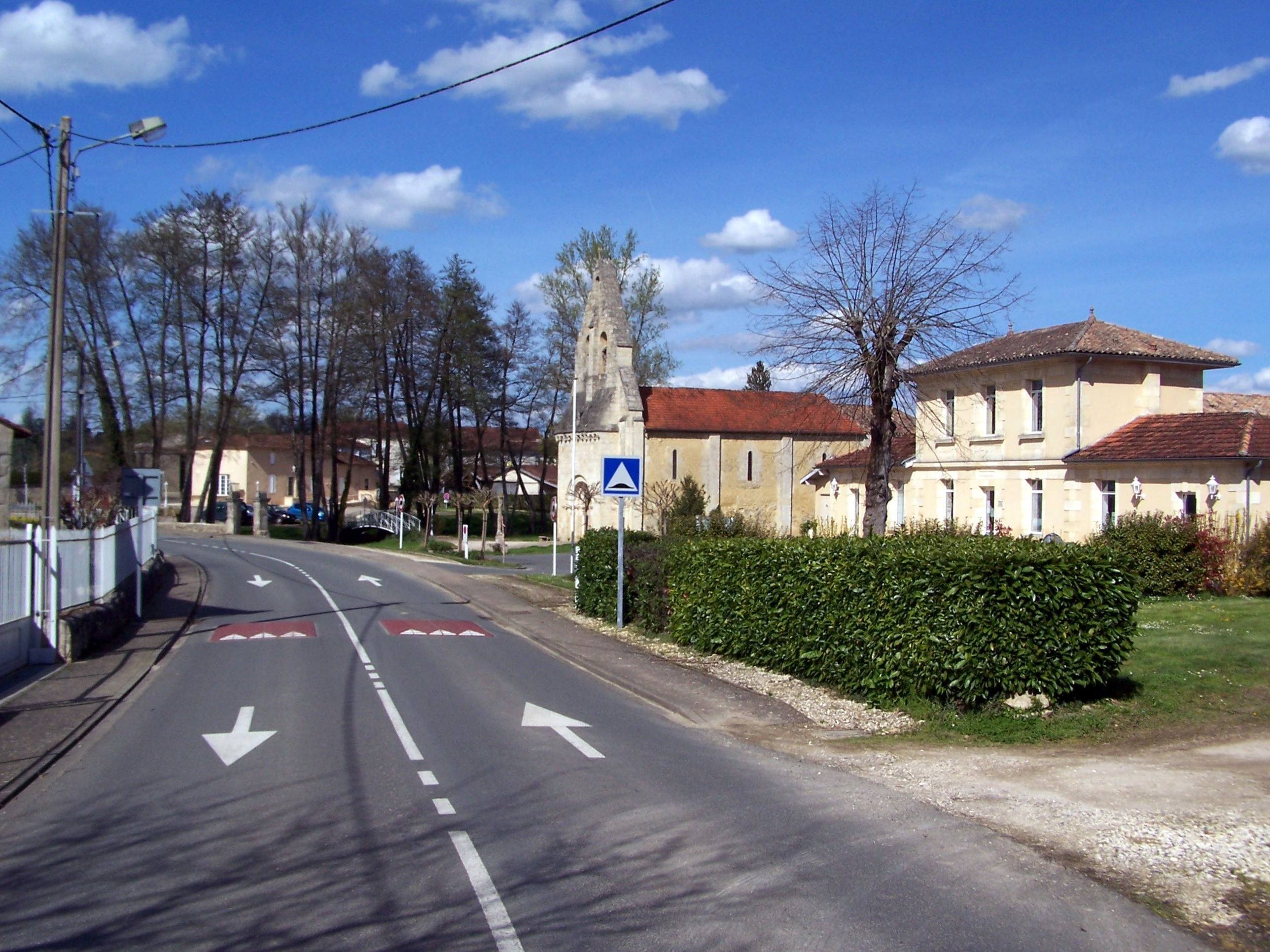
Vue du village depuis la RD231, mairie et église (avril 2013).
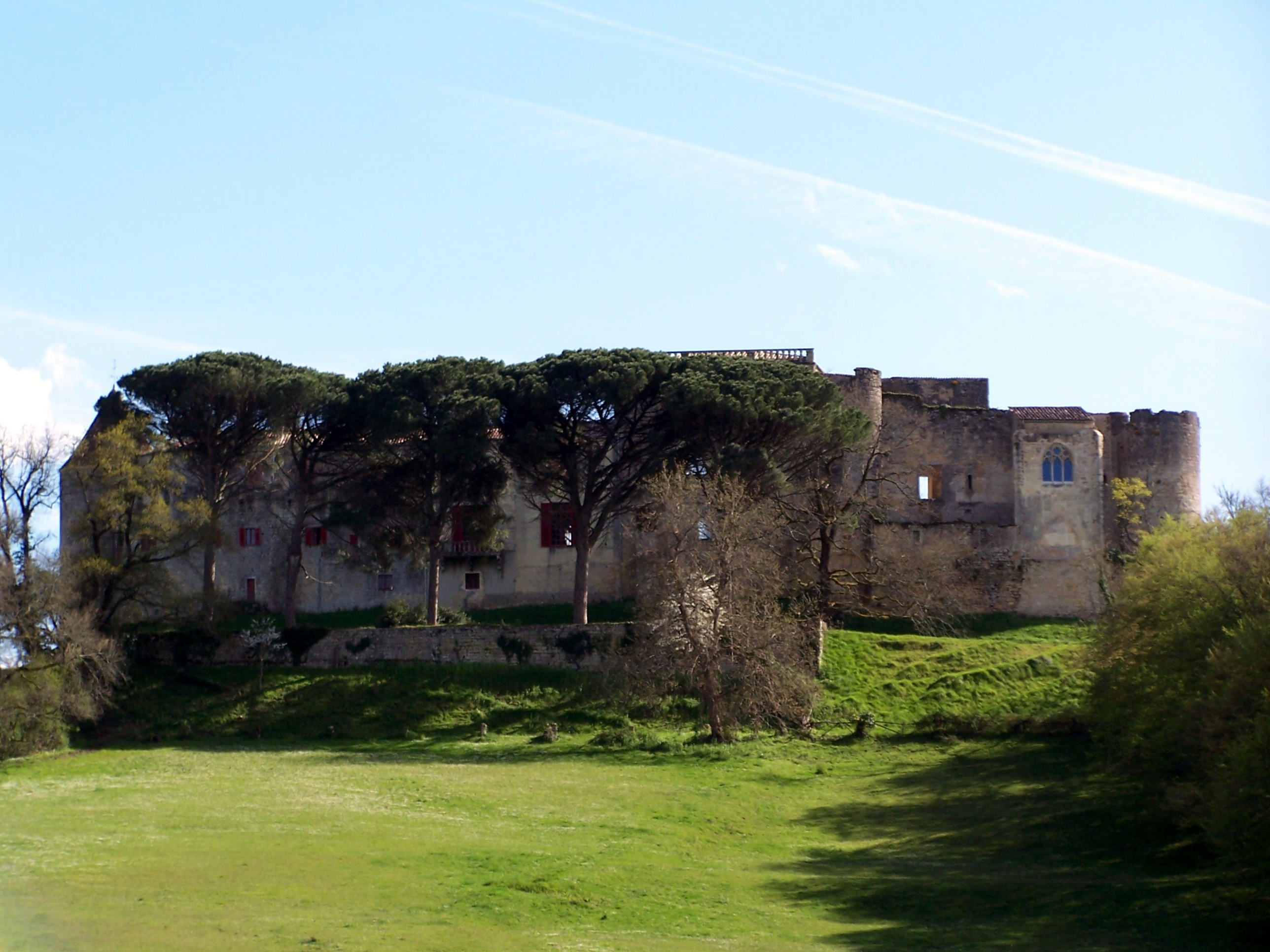
Vue nord du château de Benauge (avril 2013).
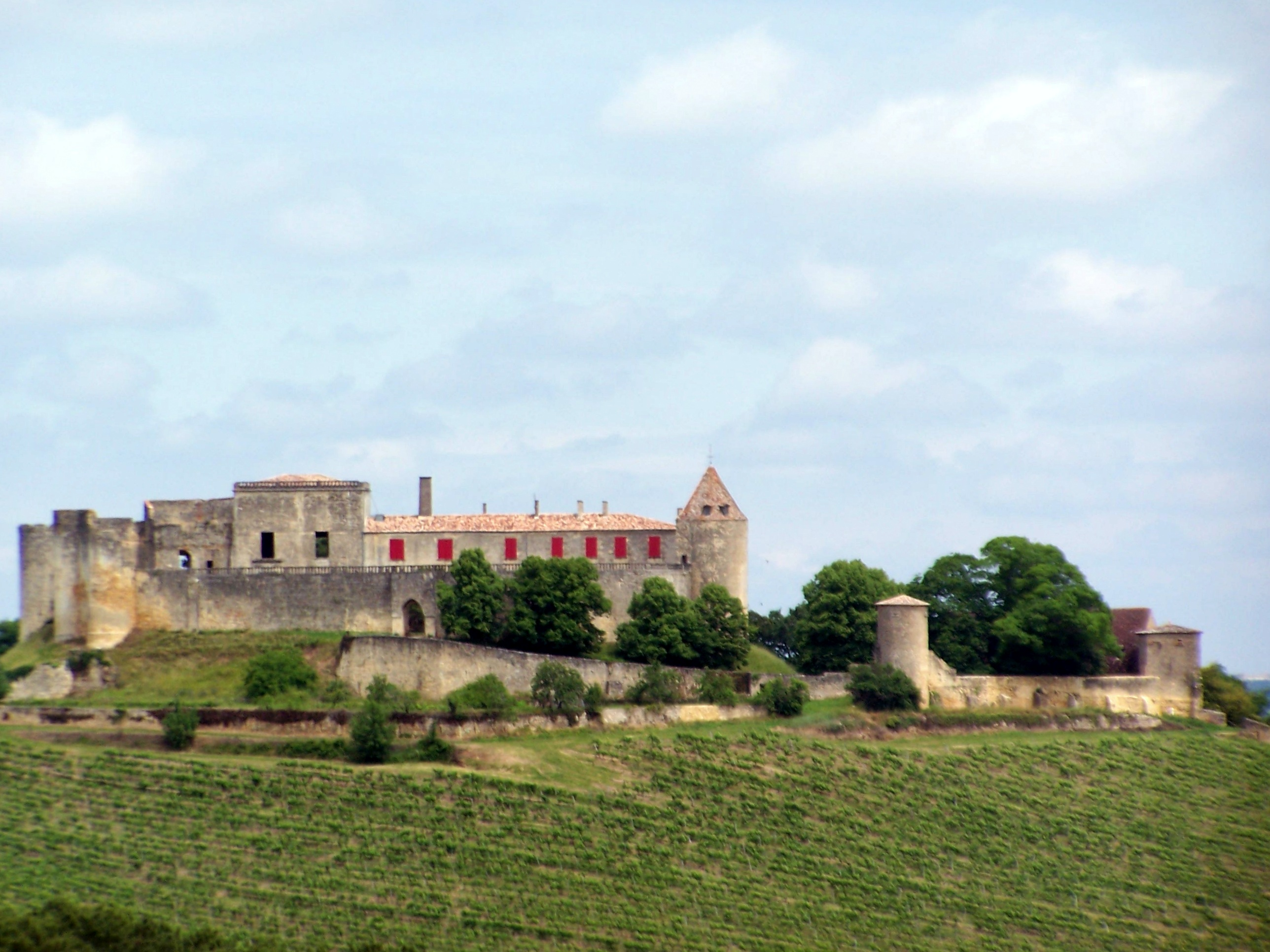
Vue sud du château de Benauge (juin 2013).
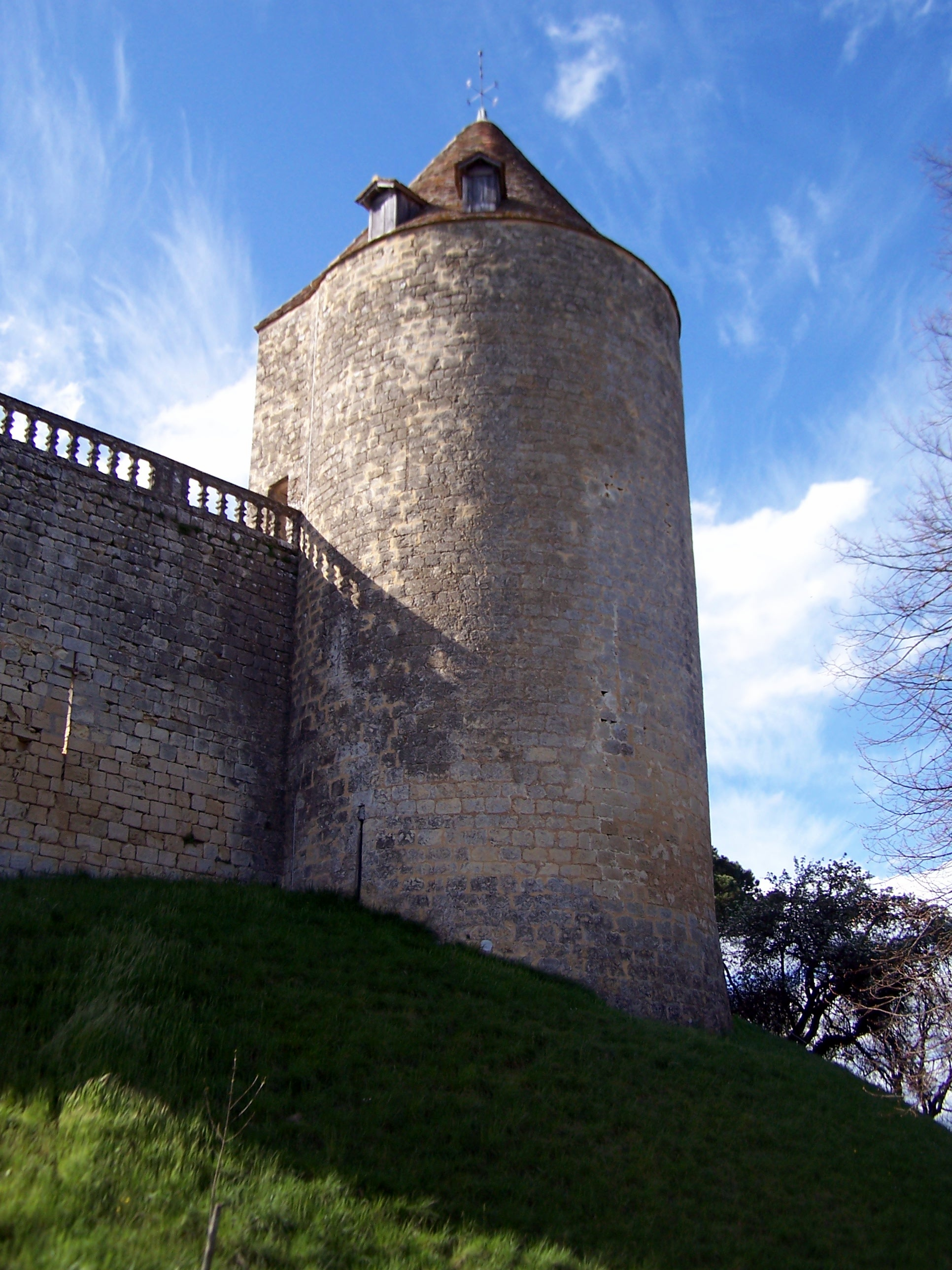
Le donjon du château (avril 2013).
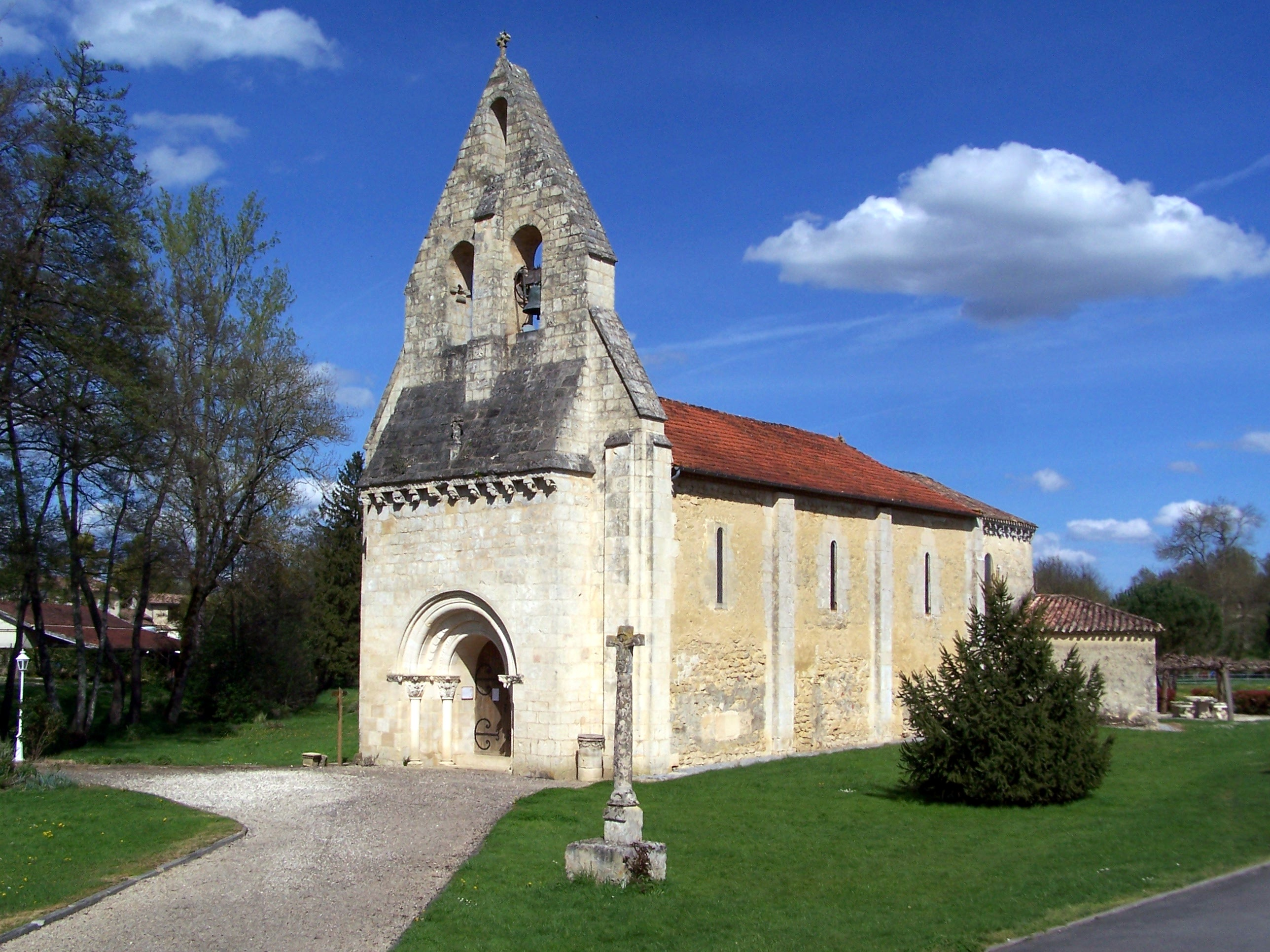
Vue sud-ouest de l'église Saint-Martin (avril 2013).
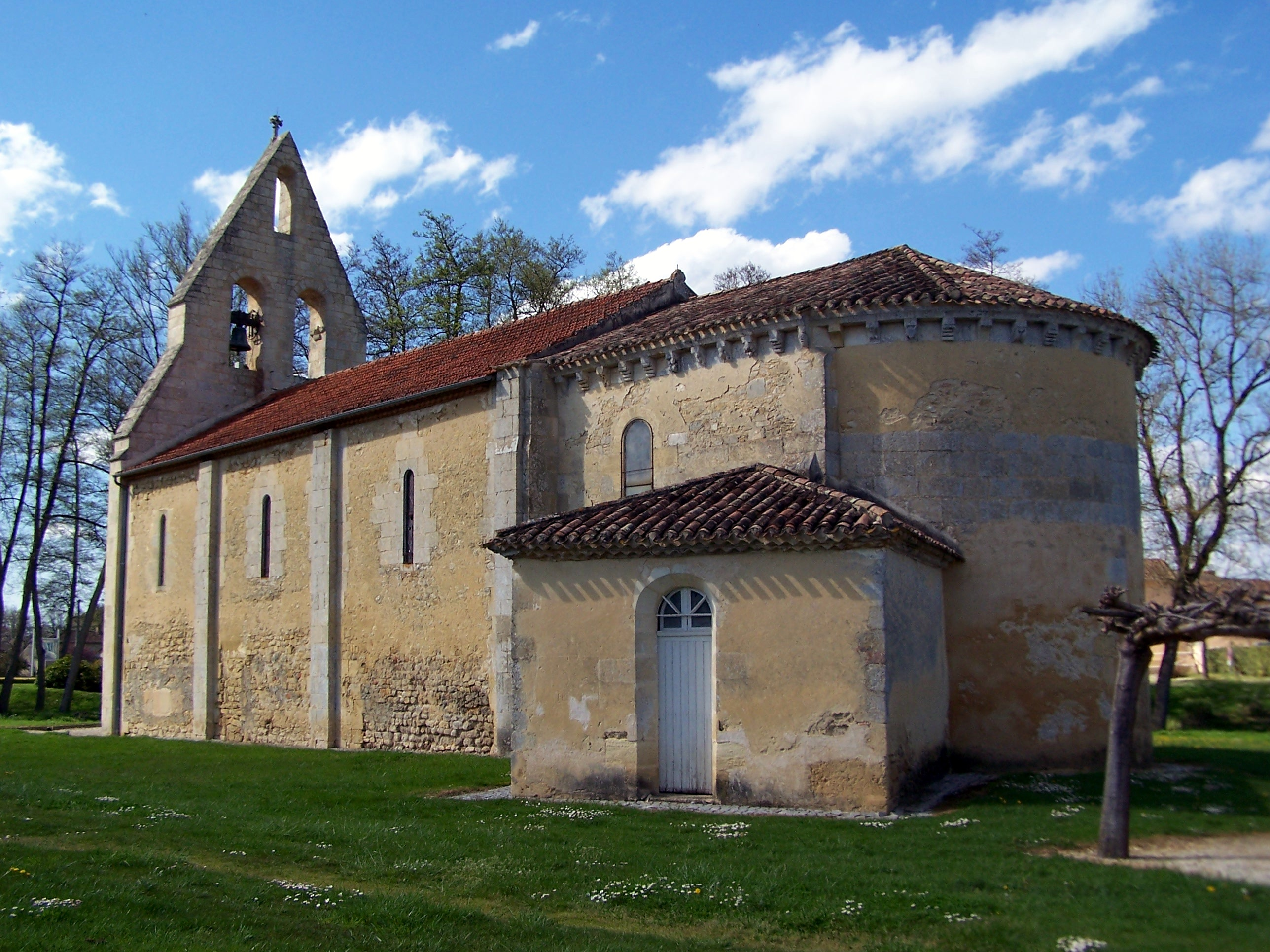
Vue sud-est de l'église et son chevet (avril 2013).
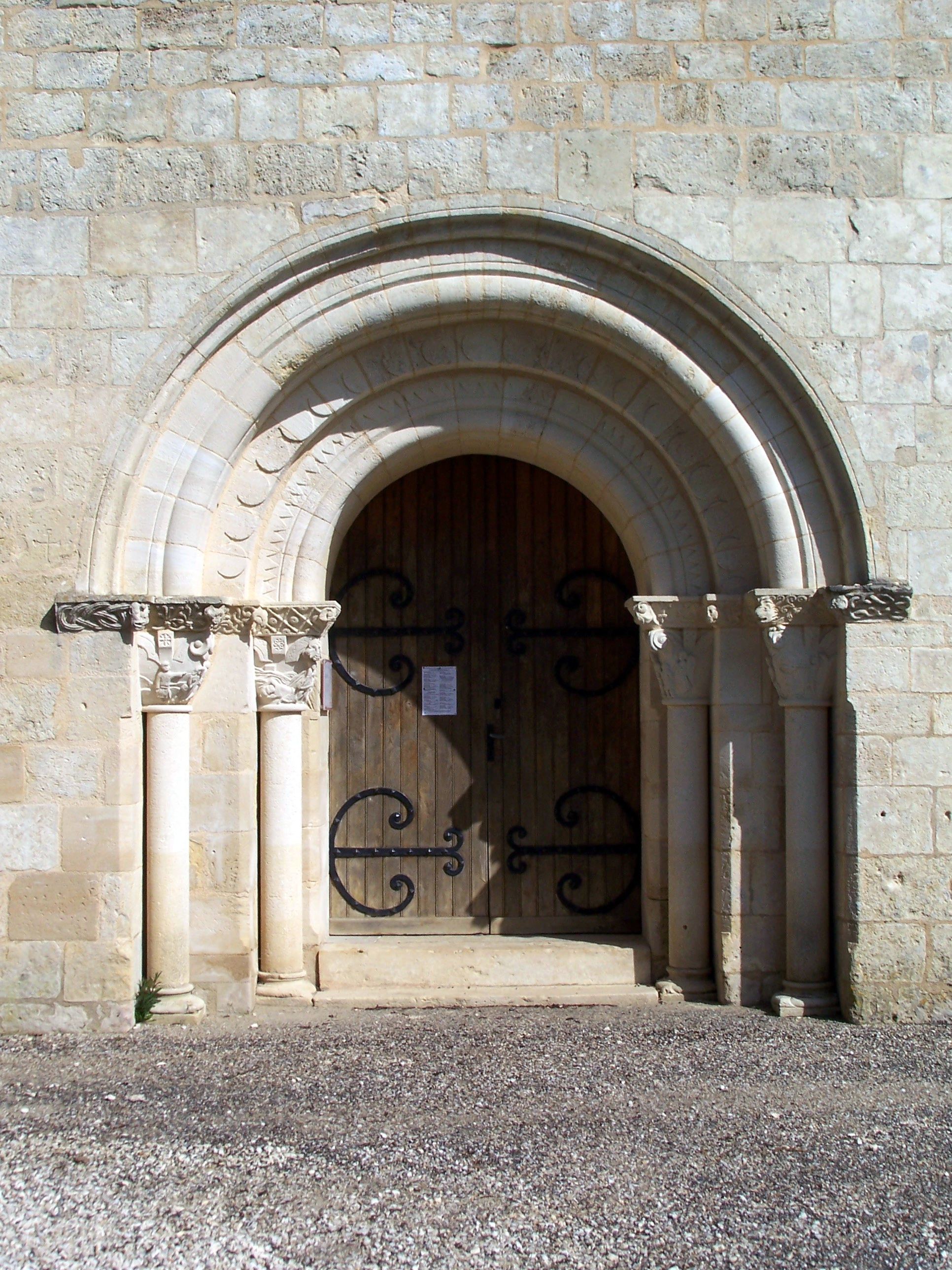
Le portail (avril 2013).
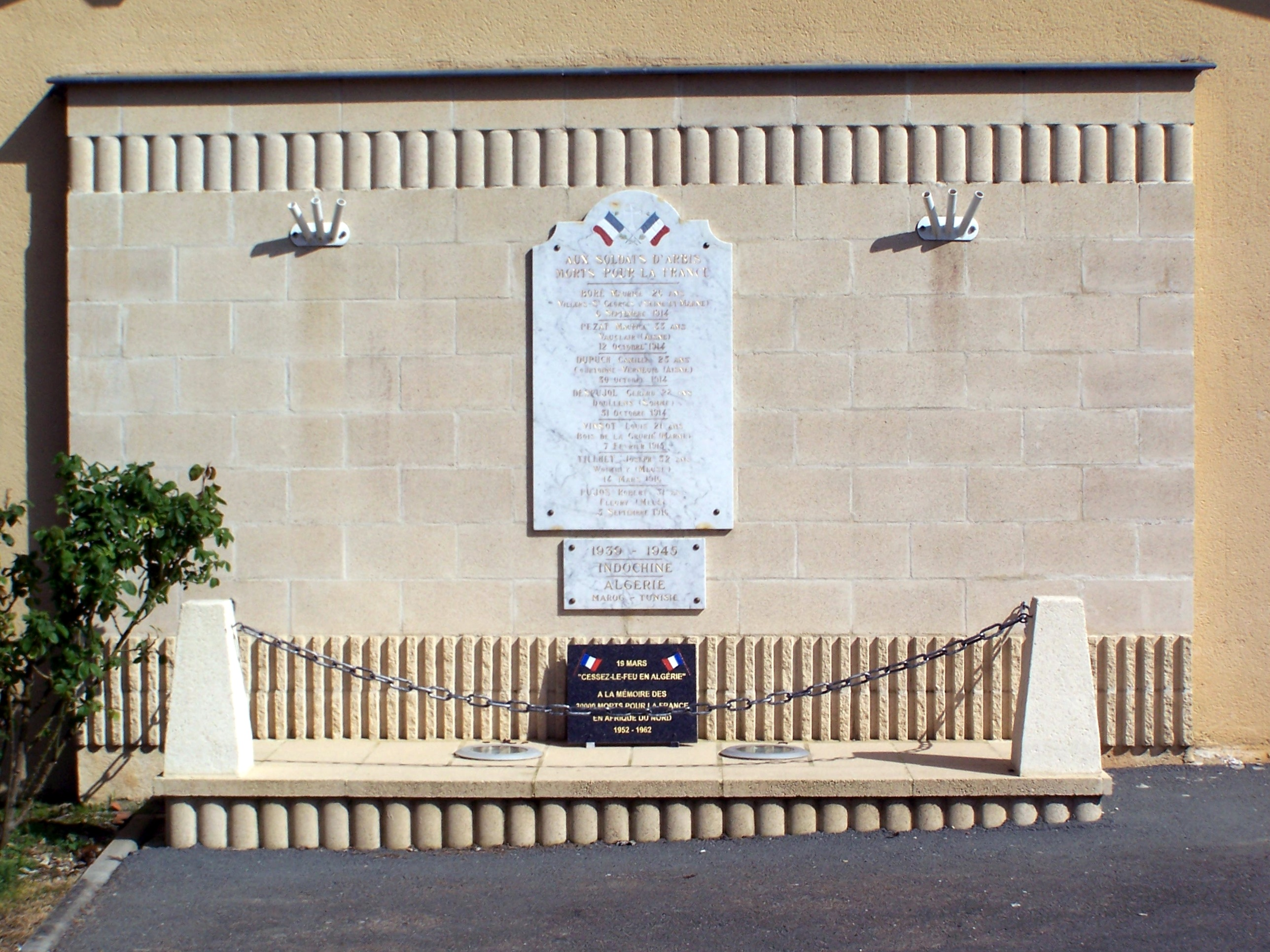
Stèle commémorative aux morts apposée près de la mairie (avril 2013).